# Шараповская волость (Звенигородский уезд)
Шараповская волость — волость в составе Звенигородского уезда Московской губернии. Существовала до 1922 года. Центром волости с 1919 года была Экономия Искевича. Ныне (с 2019 года) территория Одинцовского городского округа.
По данным 1919 года в Шараповской волости было 15 сельсоветов: Аниковский, Богачевский, Власовский, Волковский, Мартьяновский, Михайловский, Никифоровский, Никольский, Пронский, Рязанский, Татарковский, Троицкий, Часовенский, Часцовский и Шараповский.
В 1921 году Аниковский, Власовский и Рязанский с/с были упразднены, а Мартьяновский с/с переименован в Белозеровский.
По данным 1922 года в Шараповской волости было 8 сельсоветов: Богачевский, Волковский, Михайловский, Никольский, Троицкий, Часовенский, Часцовский и Шараповский.
19 декабря 1922 года Шараповская волость была упразднена. При этом селение Часцы было передано в Перхушковскую волость; селения Белозерово, Богачево, Брехово, Мартьяново, Пестово, Покровское, Раево, Тарасково, Ястребки — в Ивано-Шныревскую волость; селения Аниково, Боровики, Брыково, Волково, Хохлы и Чигирево — в Ягунинскую волость; селения Апарина Гора, Бушарино, Власово, Иванино, Машонки, Михайловское, Никольское, Никифоровское, Ново-Липки, Петелино, Пронское, Рязань, Татарки, Троицкое, Хотяжи, Часовня и Шарапово — в Кубинскую волость.

## Состав
На 1913 год
- Аляухово
- Аннино
- Апариха
- Белозерово
- Богачево
- Боровики
- Брехово
- Брыково
- Бушарино (Буширино)
- Власово
- Волково
- Иванино
- Кляпово (Никольское)
- Марьяново
- Михайловское
- Мишенки
- Никифорово
- Никольское
- Пестово
- Петелино
- Петрово
- Пронское
- Раево
- Резань (Рязань)
- Татарка (Татарки)
- Троицкое (Гришаково)
- Угрюмово
- Хотяжи
- Хохлы
- Часовня (Чапаевка)
- Часцы
- Шарапово — волостной центр
- Ястребки